# Blassac
Blassac település Franciaországban, Haute-Loire megyében. Lakosainak száma 129 fő (2022. január 1.). Blassac Ally, Lavoûte-Chilhac, Saint-Cirgues, Saint-Ilpize, Saint-Privat-du-Dragon és Villeneuve-d'Allier községekkel határos.

## Népesség
A település népességének változása:
| Lakosok száma | 174  | 143  | 130  | 141  | 150  | 141  | 136  | 135  | 134  | 129  |
|               | 1968 | 1982 | 1990 | 2006 | 2013 | 2015 | 2017 | 2019 | 2020 | 2022 |